# Maldonado
Maldonado är huvudstad i departementet Maldonado i Uruguay. Stadens befolkning var år 2004 var 54 603 invånare. Staden har de senaste åren kommit att bli ett allt större turistmål, framförallt som en effekt av närheten till Punta del Este.

## Historia
Maldonado grundades år 1755 av guvernören i Montevideo, Joaquin de Viana, och hade år 1757 104 permanenta invånare. Dess ursprungliga namn var Maldonado, men ett par år senare ändrades namnet till San Fernando de Maldonado, för att hedra kung Ferdinand VI av Spanien.